# Kangra (stad)
Kangra is een kleine stad in de Indiase deelstaat Himachal Pradesh, die in het gelijknamige district ligt. De stad ligt in de uitlopers van de Siwaliks zo'n 10 kilometer ten zuiden van Dharamsala, boven de samenkomst van de rivieren de Bener en Majhi. Dicht in de buurt ligt het vliegveld Gaggal Airport.

## Geografie
Kangra ligt over de weg zo'n 15 km ten zuiden van Dharamsala. Naar het zuiden toe loopt de weg naar Ranital, vanwaar verder kan worden gereden naar Chandigarh of Ludhiana. Naar het noordwesten is het ongeveer 70 km naar Pathankot.
Volgens de Indiase volkstelling van 2001 woonden er in dat jaar 9.155 mensen in Kangra, van wie 50% mannen en 50% vrouwen. De plaats heeft een alfabetiseringsgraad van 83%.
De tempel van Bajreshwari Devi is de grootste in de verre omtrek, maar werd in 1905 totaal verwoest door een aardbeving. Behalve deze tempel zijn er nog diverse andere, waaronder een gurudwara. Ten zuiden van het stadje ligt het fort, dat na de aardbeving nooit is opgebouwd, boven de plek waar de twee rivieren bij elkaar komen.

## Geschiedenis
Kangra was lange tijd de hoofdstad van een prinsenstaat, sinds mensenheugenis geregeerd door de (rajput-)Katochdynastie. In de Mahabharata werd het Trigarta genoemd. Later werden de namen Bhawan en Nagarkot ook gebruikt. In de middeleeuwen was Kangra bekend om zijn rijke tempels. Rond het jaar 643 zou de reizende monnik Xuanzang Kangra hebben bezocht. In 1009 plunderde Mahmud van Ghazni Kangra, waarbij een grote hoeveelheid kostbaarheden uit de tempels werd meegenomen. In de daarop volgende eeuwen werd de stad meerdere malen door invallende legers geplunderd.
Begin 16e eeuw verslaat de Mogolkeizer Akbar de radja van Kangra en dwingt de hem tot het betalen van belasting. Kangra komt in opstand maar in 1620 wordt de stad ingenomen door de Mogolkeizer Jehangir, die de Katochdynastie afzette en een gouverneur aanstelde.
Nadat in de 18e eeuw het Mogolrijk uiteen was gevallen, wist in 1786 radja Sansar Chand (1766-1823), die beweerde een nakomeling van de Katochdynastie te zijn, Kangra in te nemen. Hij onderwierp ook alle omringende koninkrijkjes zoals Chamba, Lahaul, Spiti en Kinnaur, totdat hij bijna heel het gebied dat tegenwoordig onder Himachal Pradesh valt regeerde. In de jaren tussen 1786 en 1805 brak een bloeiperiode aan voor Kangra. Sansar Chand trok talrijke kunstenaars en ambachtslieden naar Kangra. Daar kwam een einde aan toen de Gurkha's uit Nepal vanuit het oosten binnenvielen. De onderdrukte rijkjes haalden de Gurkha's als bevrijders binnen en al snel restte van het rijk van de radja alleen nog het fort van Kangra, dat in 1809 belegerd werd. Sansar Chand had echter een verbond gesloten met de sikhkeizer maharadja Ranjit Singh, die hem te hulp kwam in ruil voor erkenning als opperheer. Het Sikhleger verdreef de Gurkha's en Sansar Chand kreeg een deel van zijn verloren gebied terug, zij het dat hij nu ondergeschikt was aan de Sikhs, bovendien werd Kangra met zijn strategische fort eigendom van de maharadja.
Na de Eerste Sikhoorlog in 1846 werd Kangra met een aantal andere koninkrijkjes aan de Britten overgedragen. Onder de Britten heette het prinsenstaatje Kangra-Lambragaon, het was een van de Punjab Hill States. In de koloniale tijd werden in de omgeving theeplantages gesticht. De Britten verplaatsten het administratieve hoofdkwartier naar Dharamsala in 1855.
In 1905 werd Kangra getroffen door een zware aardbeving, waarbij alleen al in Kangra 1339 doden vielen. Veel van de oude tempels en ook het fort boven de stad raakten zwaar beschadigd. De laatste radja liet zijn gebied in 1947, bij de onafhankelijkheid, in de nieuwe republiek India opgaan.